# Jan Ciągliński
Jan Ciągliński (ur. 20 lutego 1858 w Warszawie, zm. 6 stycznia 1913 w Petersburgu) – polski malarz działający w Rosji, prekursor rosyjskiego impresjonizmu.

## Życiorys
Uczył się rysunku w Warszawie u Wojciecha Gersona, później w Klasie Rysunkowej. Studiował w latach 1879–1885 w Cesarskiej Akademii Sztuk Pięknych w Petersburgu. W 1894 krótko naukę kontynuował w Paryżu.
Mieszkał od około 1879 w Sankt Petersburgu, gdzie po studiach został wykładowcą w Szkole Rysunkowej Towarzystwa Zachęty Sztuk, a następnie od 1902 w Wyższej Szkole Artystycznej przy Akademii Sztuk Pięknych. W 1906 otrzymał tytuł akademika, a w 1911 został mianowany członkiem rzeczywistym i pełnoprawnym profesorem Akademii. Prowadził równocześnie własną, prywatną szkołę malarską, był współzałożycielem grupy artystycznej Świat Sztuki. W 1912 uhonorowano go tytułem radcy dworu.
Ciągliński osiągnął znaczny sukces artystyczny w Rosji, pozostając mniej znany w Polsce. Malował pejzaże, często orientalne, obrazy symboliczne, kompozycje figuralne, dekoracje i portrety. Inspirację czerpał w podróżach, zwiedził Europę, północną Afrykę i Bliski Wschód. Był cenionym kolorystą, dużą wagę przywiązywał do światła i koloru. Przez krytykę został uznany za pierwszego impresjonistę w Rosji.
Ostatnią jego wolą artysty było podarowanie Polsce wszystkich jego prac i po roku 1922 większa ich część została przekazana muzeom w kraju.

## Wybrane dzieła
- Na Bosforze
- Kościół św. Marka (1894)
- Fontanna Bachczyseraju
- Pocałunek słońca
- Algeciras (1878)

### Portrety
- Piotra Czajkowskiego
- Siergieja Rachmaninowa
- Antona Rubinsteina
- Józefa Hofmanna
- Leopolda Godowskiego
- Fryderyka Chopina

## Galeria

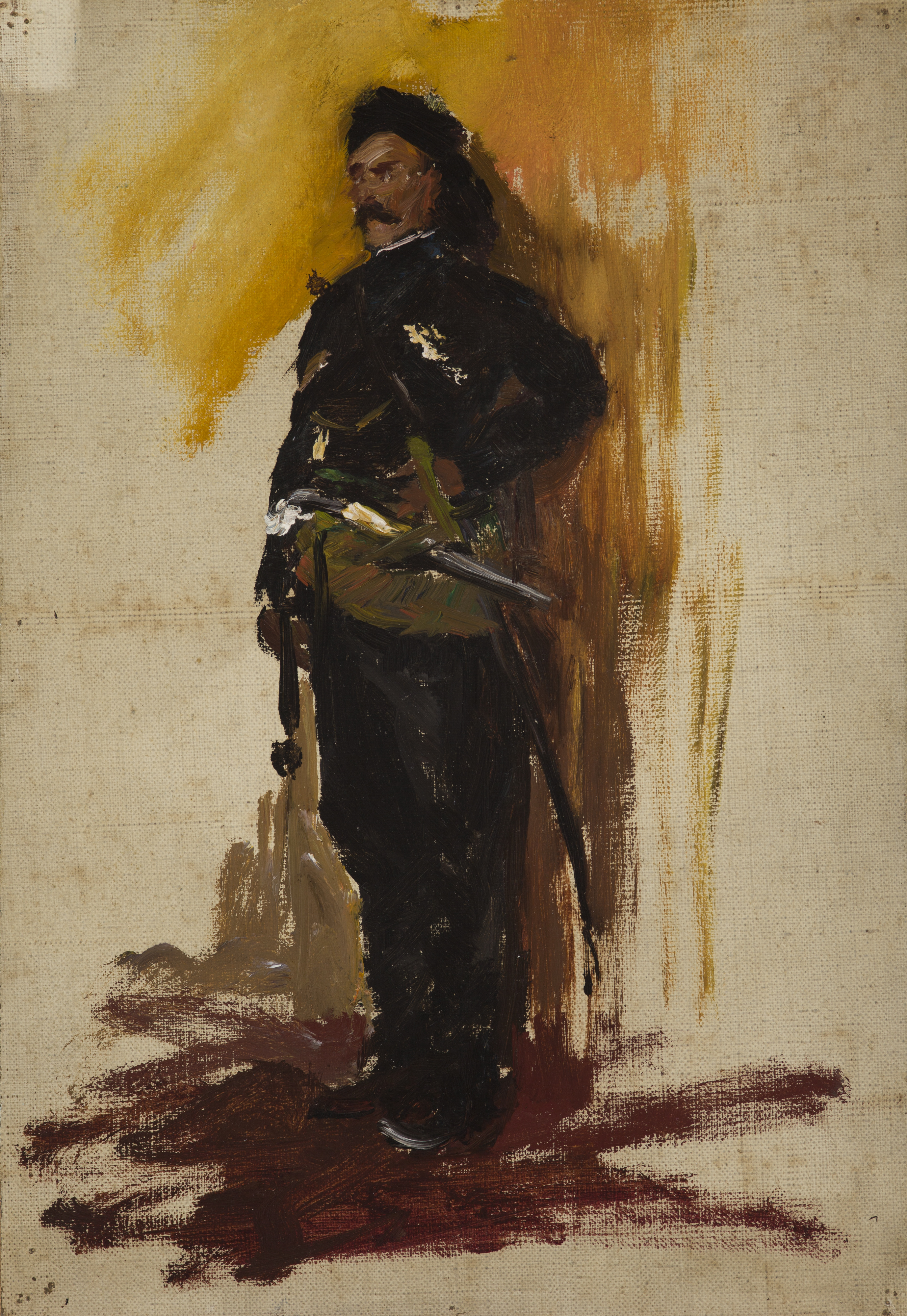
Kaukazczyk (Batumi), 1890, Muzeum Narodowe w Krakowie
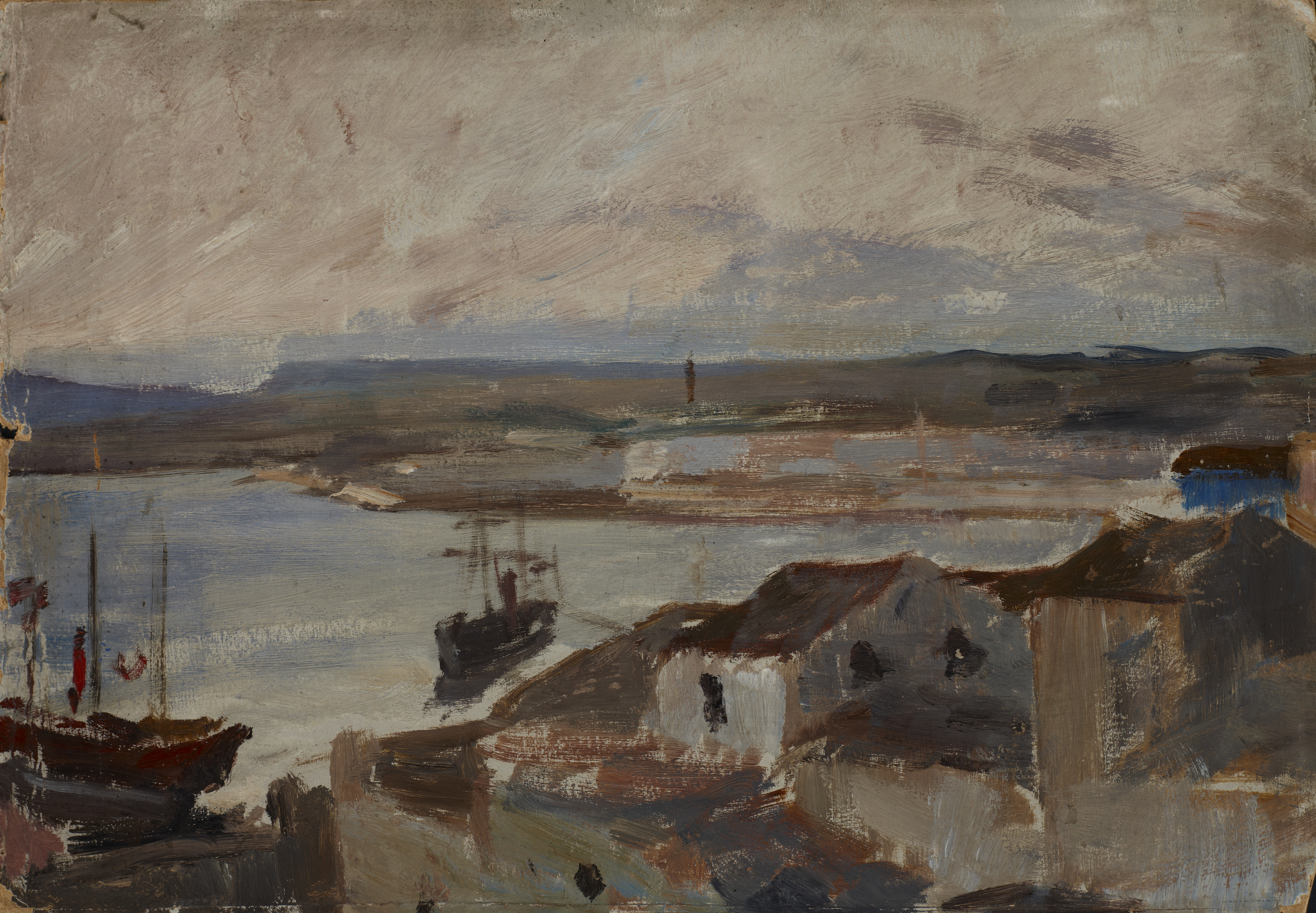
Katania na Sycylii Cykl: Włochy, 1890, Muzeum Narodowe w Krakowie
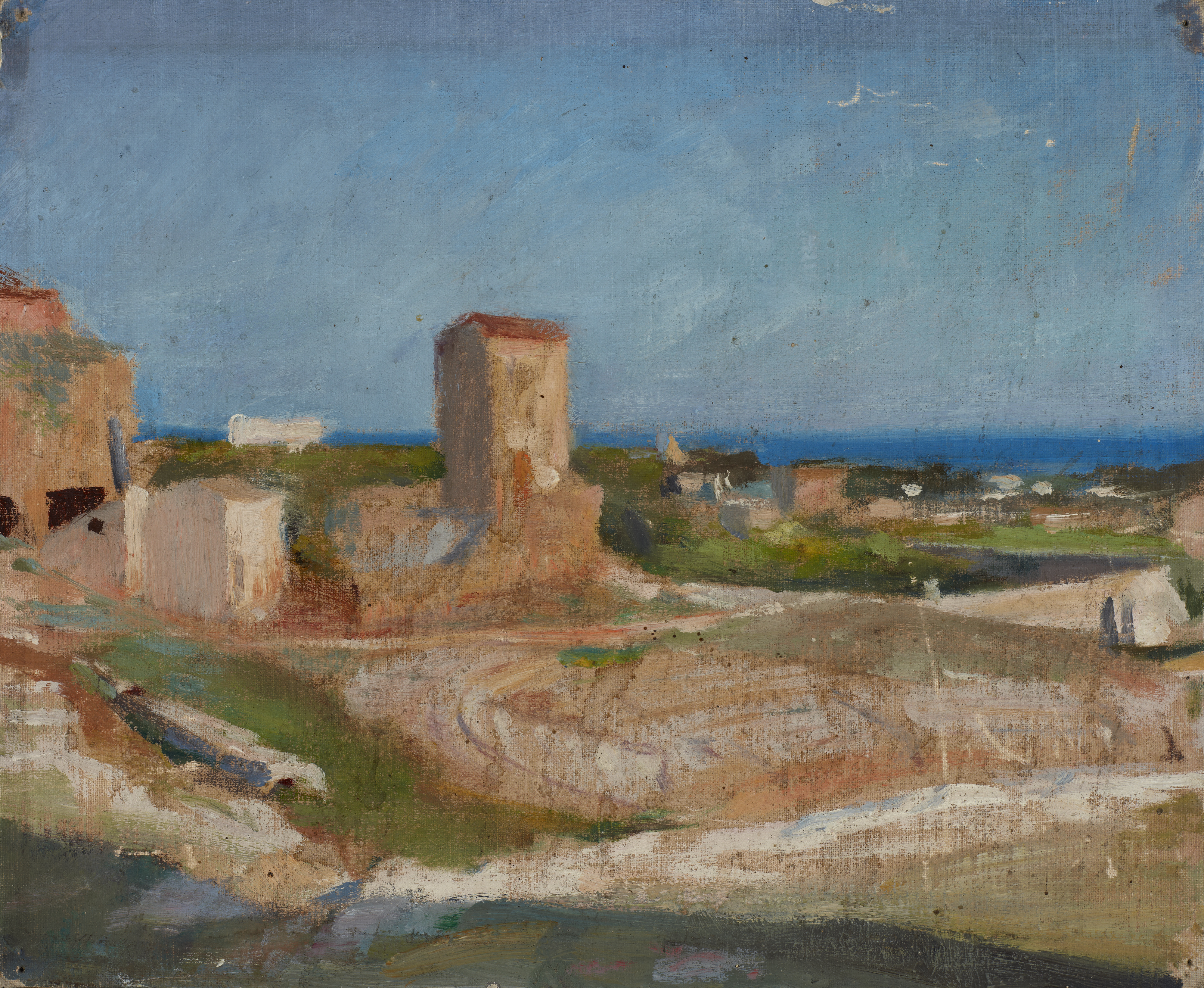
Syrakuzy (Teatr grecki), 1890, Muzeum Narodowe w Krakowie
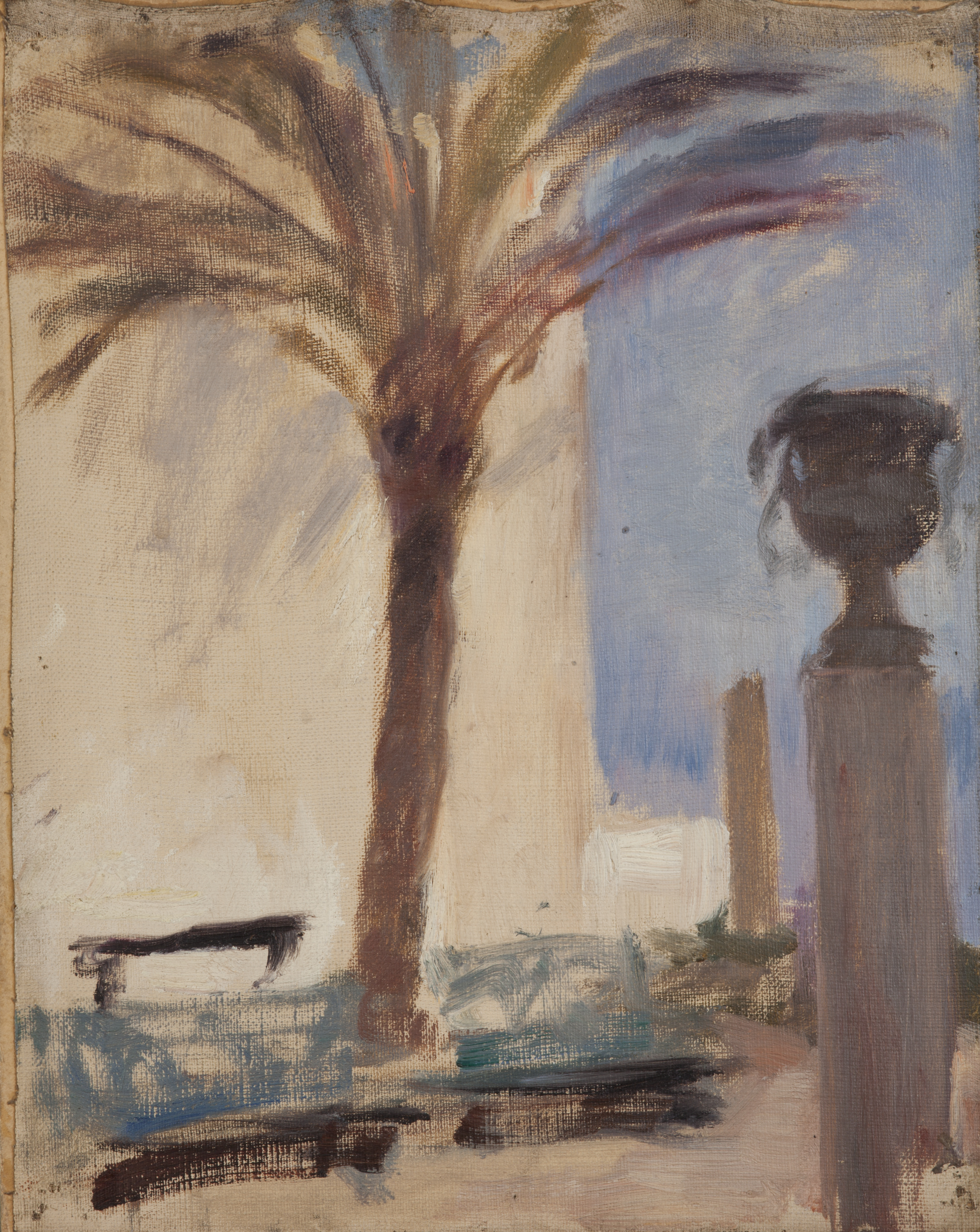
Taormina (Palmy koło hotelu), ok. 1890, Muzeum Narodowe w Krakowie
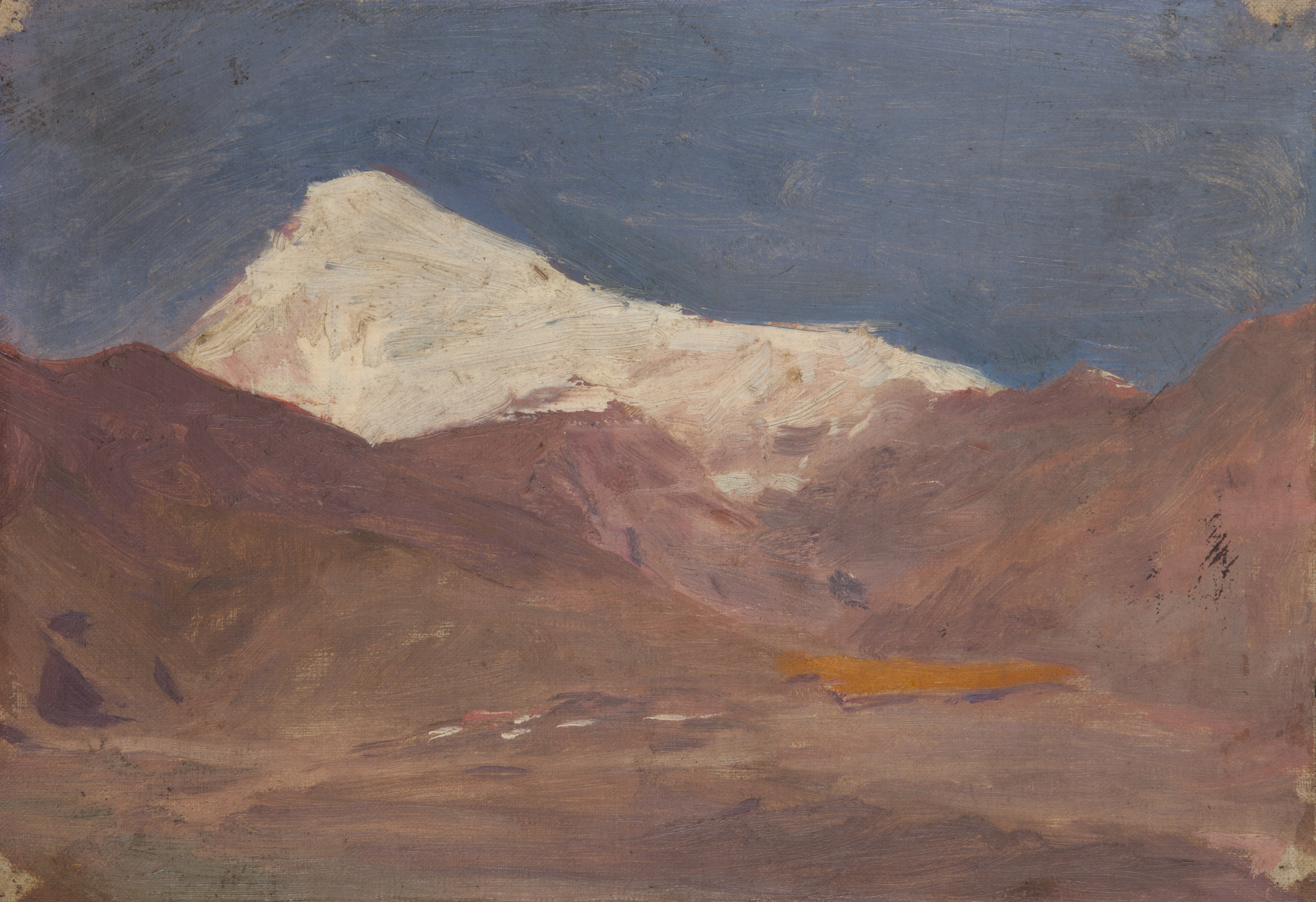
Kaukaz (Kazbek), ok. 1890, Muzeum Narodowe w Krakowie
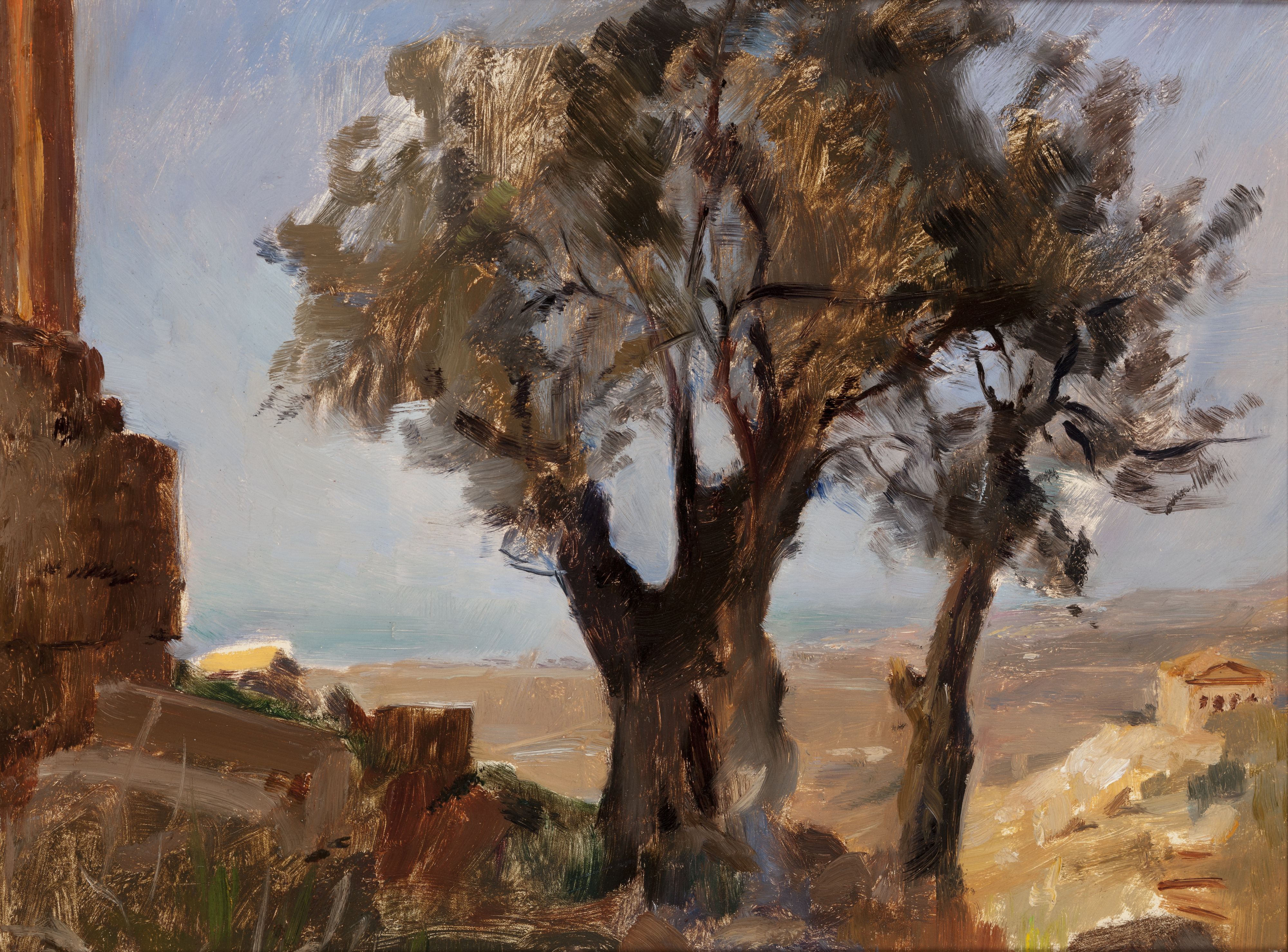
Girgenti (Drzewa), ok. 1890, Muzeum Narodowe w Krakowie
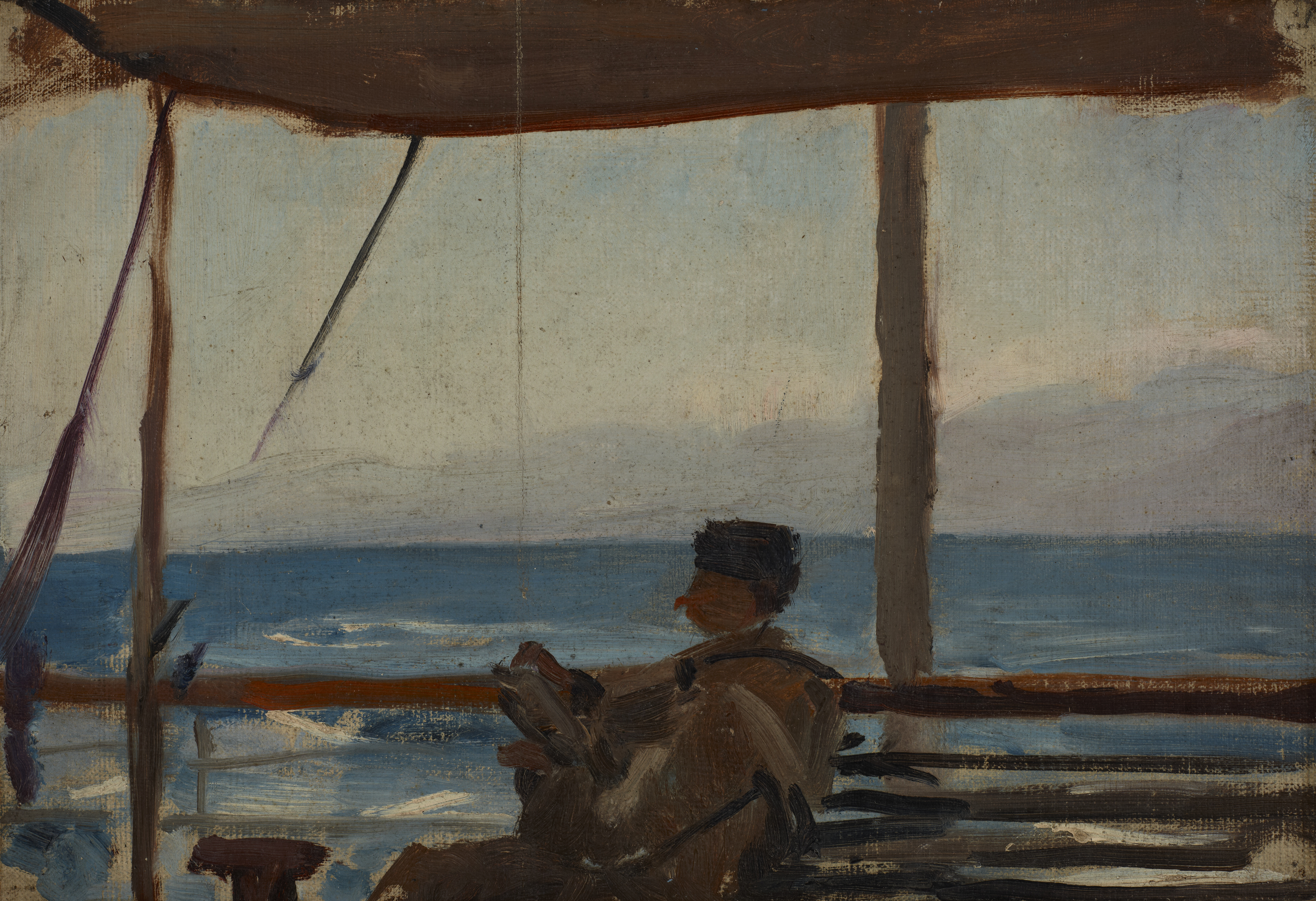
Kaukaz (Łobojkow na statku), 1892, Muzeum Narodowe w Krakowie
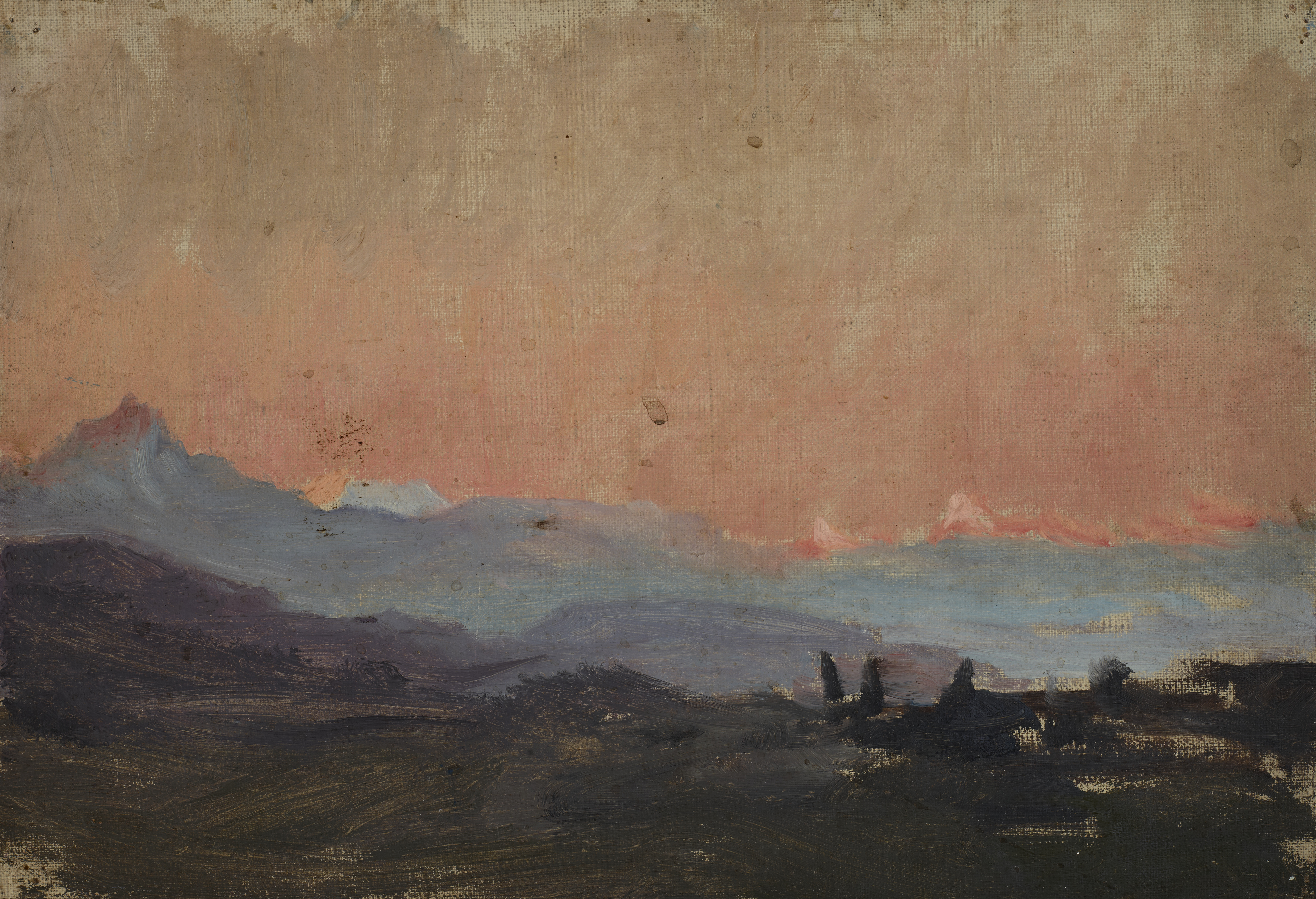
Władykaukaz, 1892, Muzeum Narodowe w Krakowie
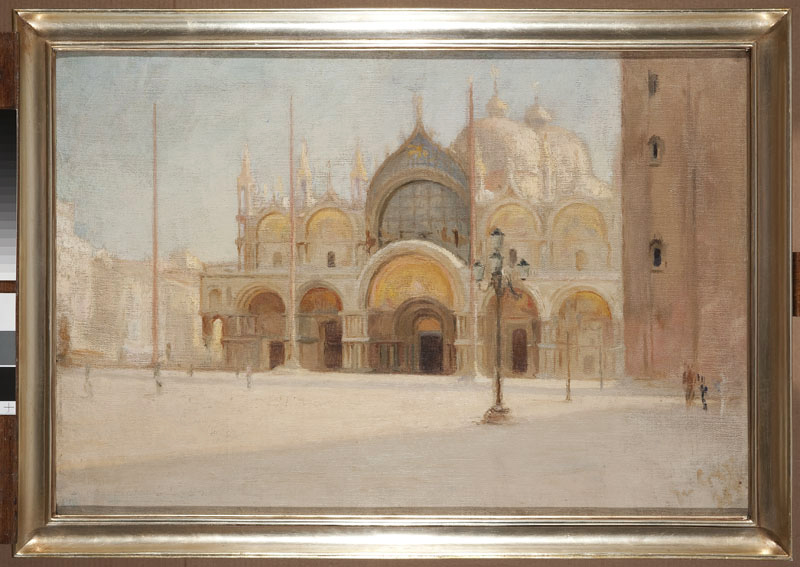
Plac św. Marka w Wenecji, 1894, Muzeum Narodowe w Warszawie
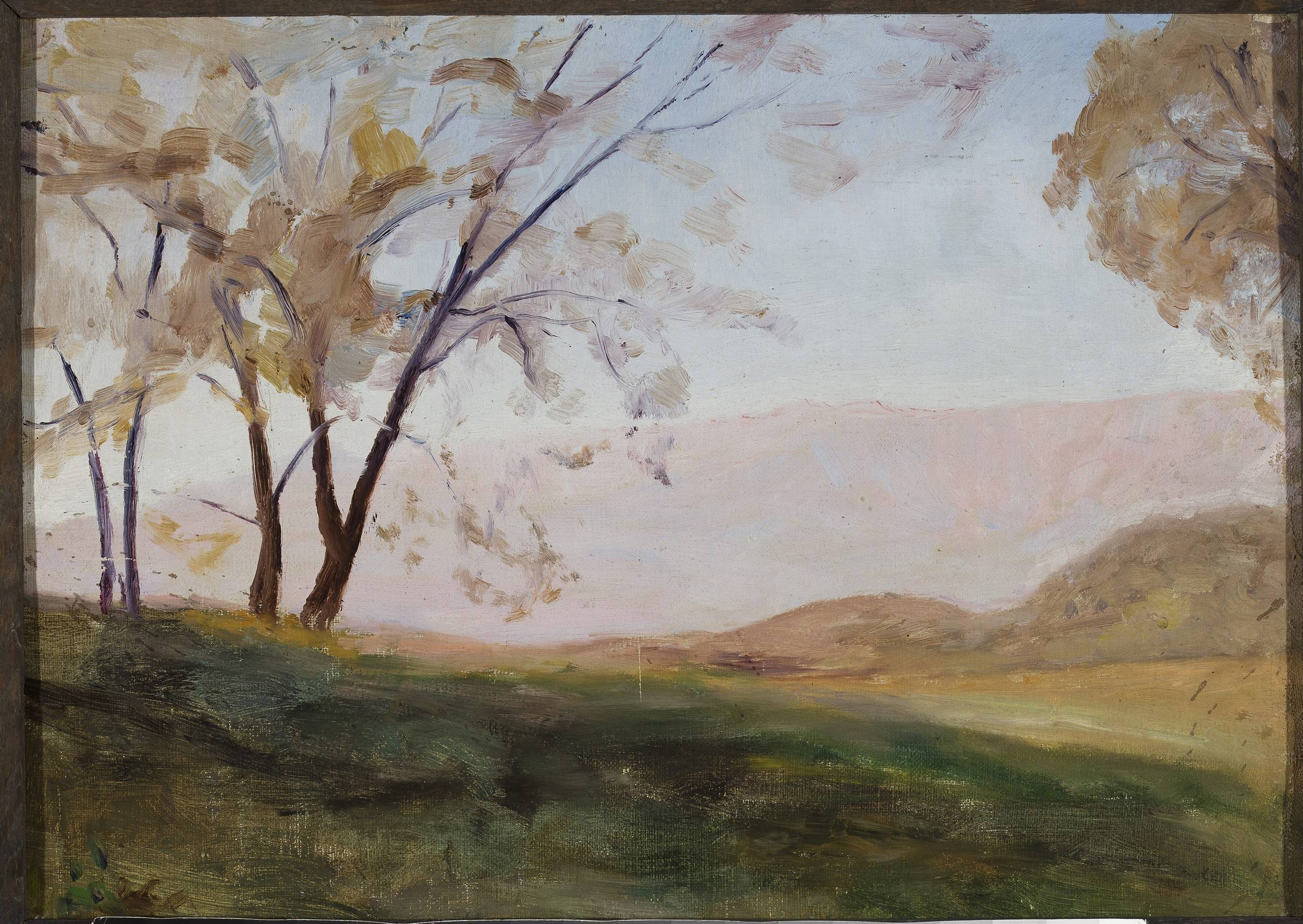
Pejzaż z Massandry. Z podróży do Krymu, 1887–1899, Muzeum Narodowe w Warszawie
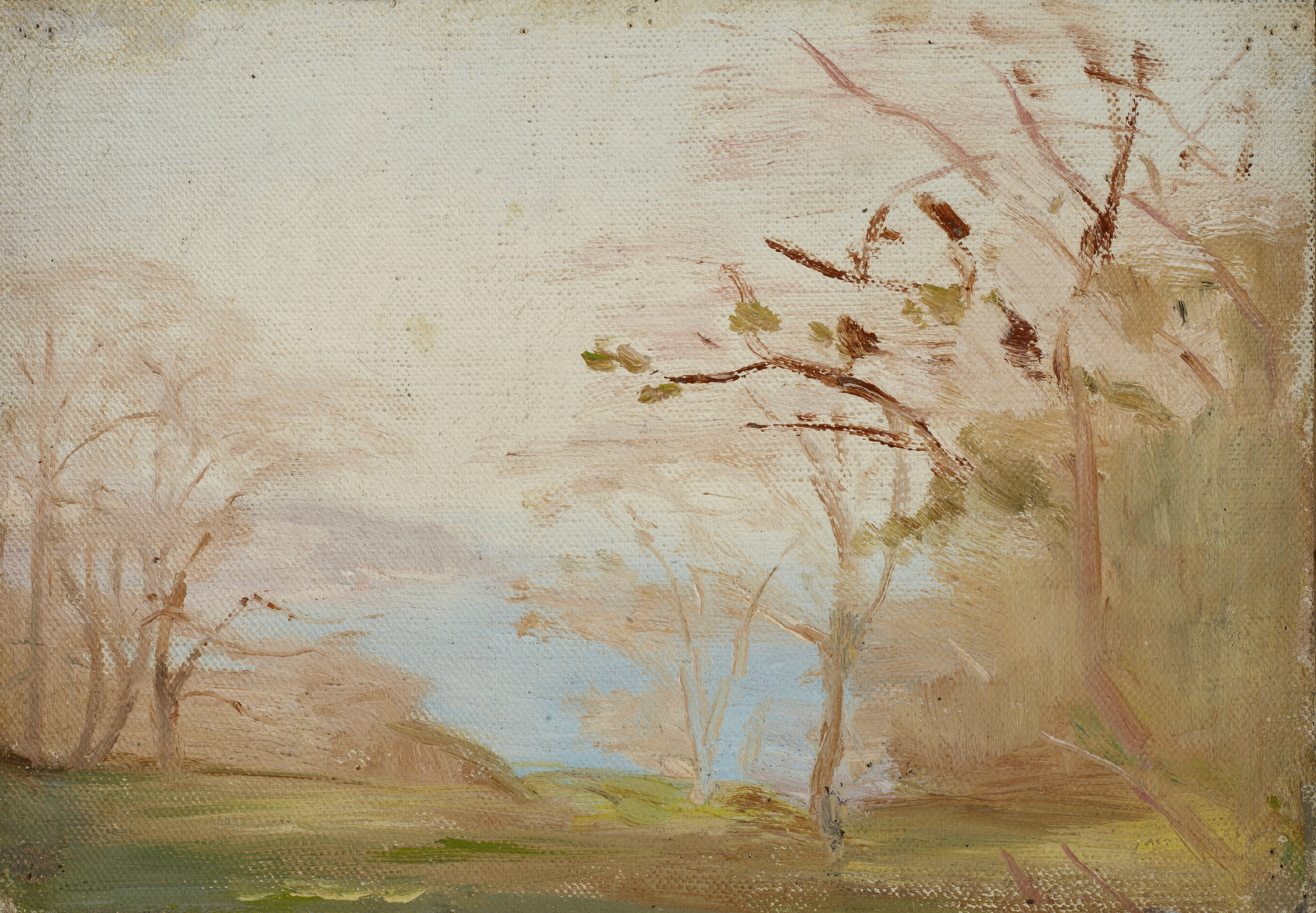
Jałta (Wiosna), 1904, Muzeum Narodowe w Krakowie
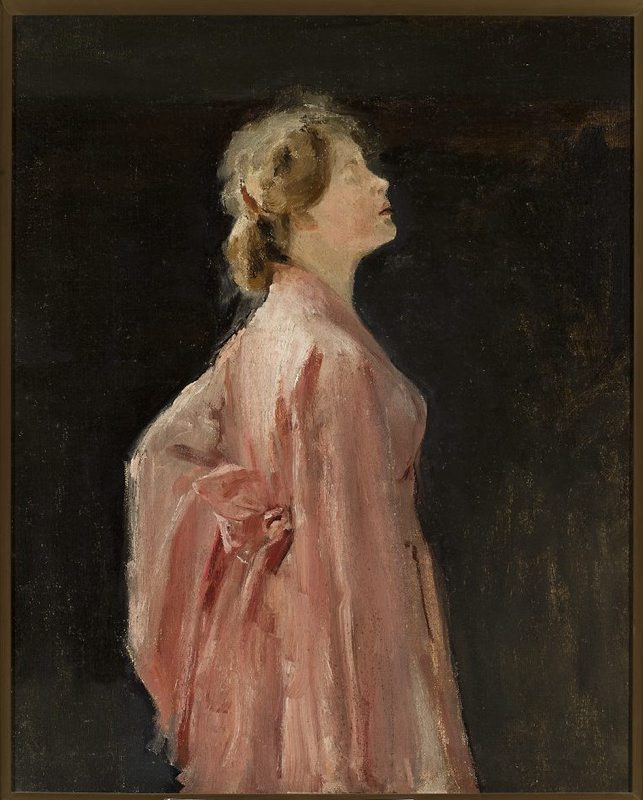
Ociemniała, 1899–1910, Muzeum Narodowe w Warszawie
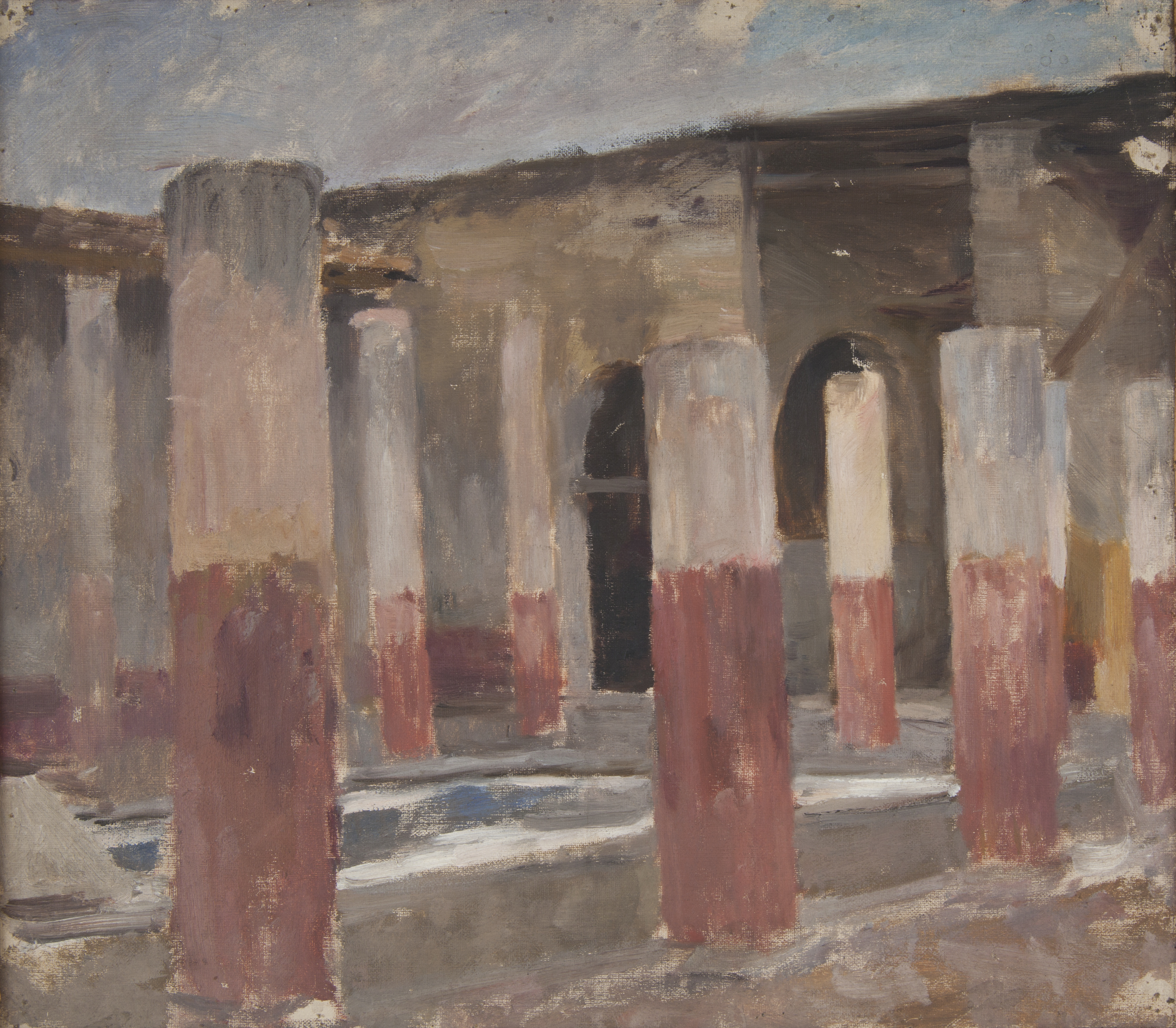
Pompeje, 1890, Muzeum Narodowe w Krakowie
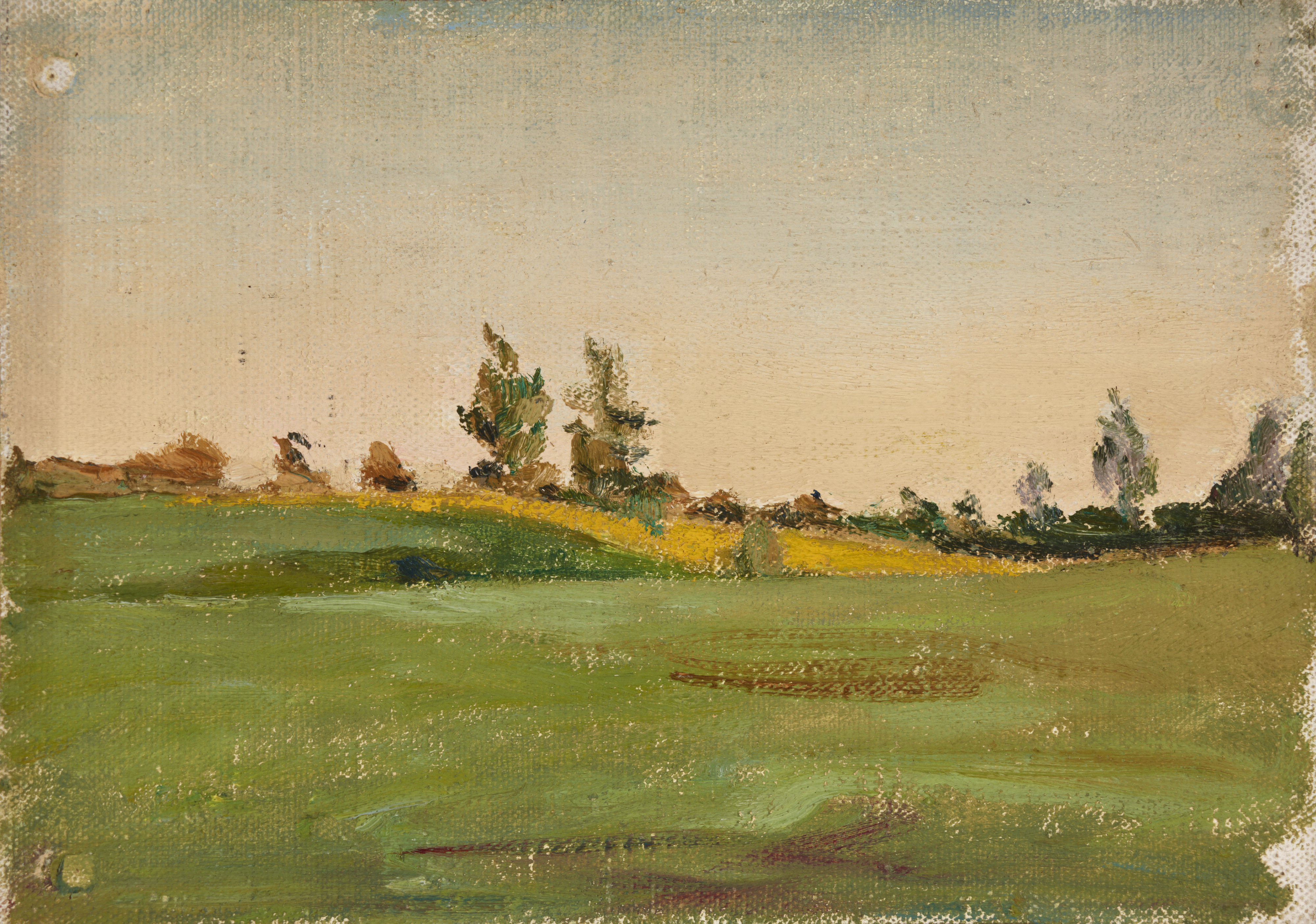
Studia północne (Wieczór), 1908, Muzeum Narodowe w Krakowie
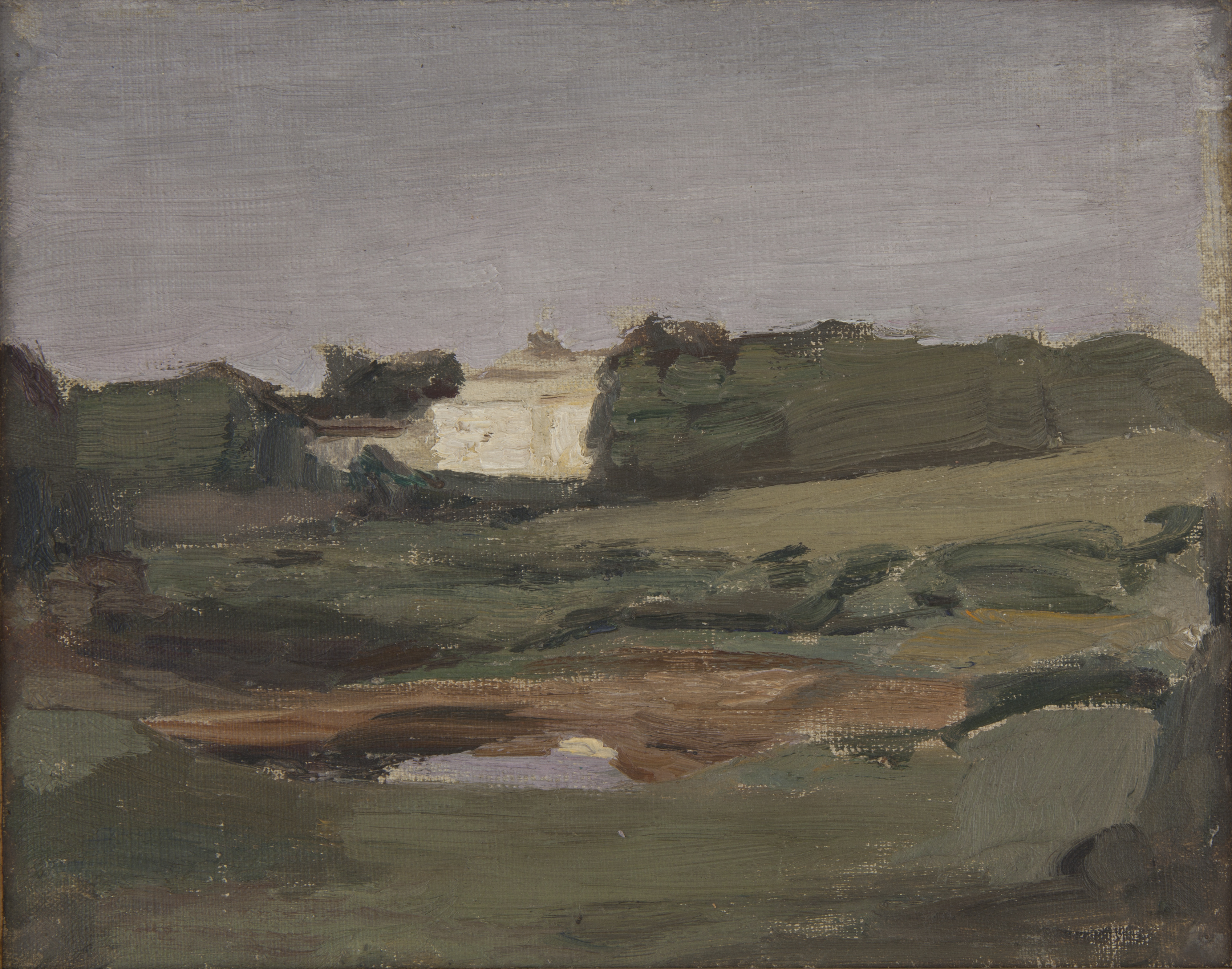
Studia północne (Biała noc), 1908, Muzeum Narodowe w Krakowie